# Lítuo

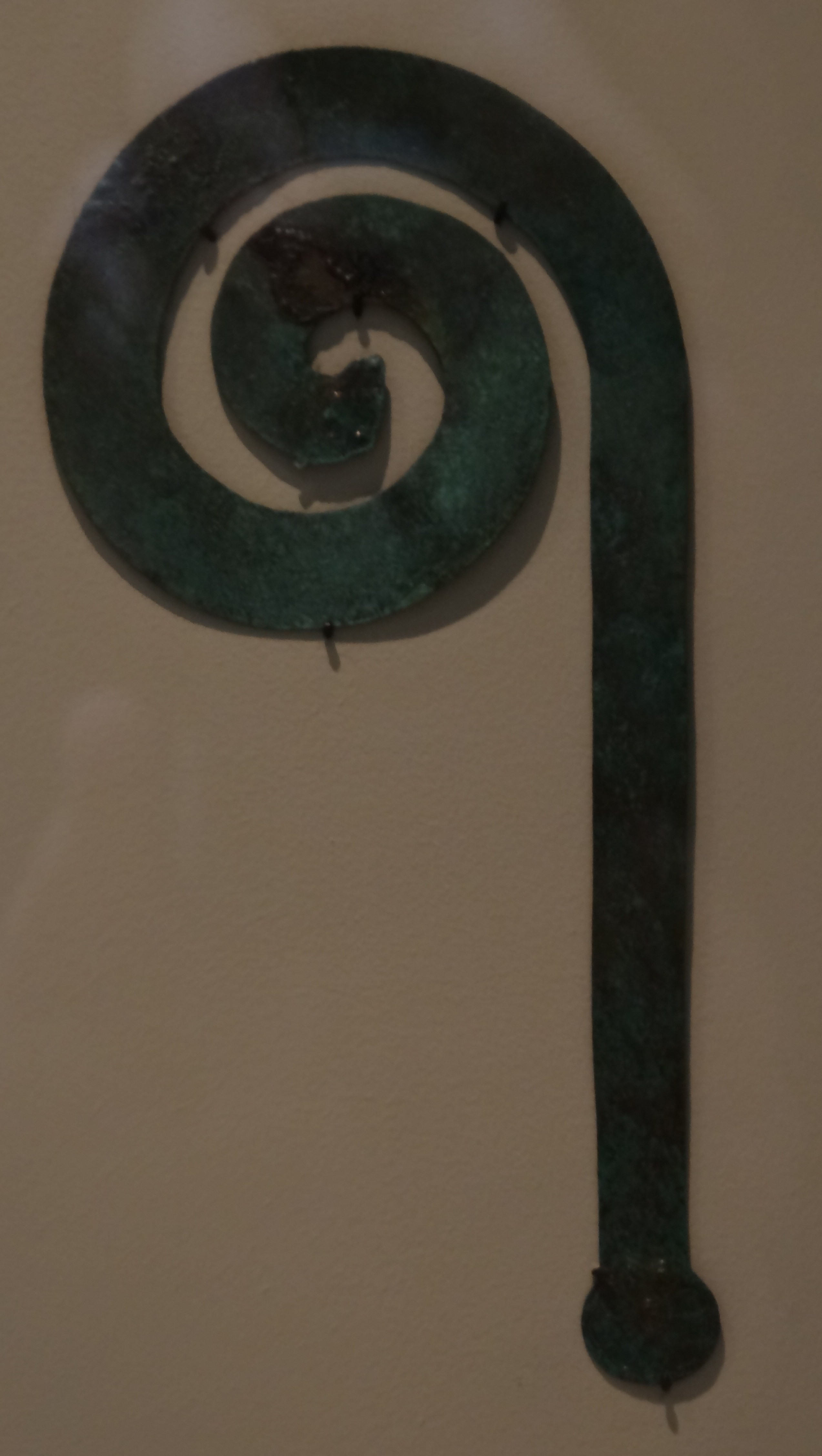
Musée National Cérétain

Lítuo (em latim: Lituus) foi um termo latino empregado para designar o bastão, recurvado na proximidade superior, utilizado pelos áugures, bem como um instrumento de sopro, tipo uma trombeta de guerra curva.